# بیلی رید (بازیکن فوتبال، زاده ۱۹۶۳)
بیلی رید (انگلیسی: Billy Reid؛ زادهٔ ۱۸ ژوئیهٔ ۱۹۶۳) بازیکن سابق و مربی فوتبال اهل اسکاتلند است.